# Antonio González Solesio
Antonio González Solesio (Archidona, 7 de desembre de 1845 -  15 de gener de 1895) fou un militar i polític andalús, diputat a Corts i governador civil de Barcelona a finals del segle xix.
Formava part d'una família de la burgesia agrària andalusa. En 1866 va ingressar a l'Escola d'Estat Major i en 1889 va assolir el grau de coronel del Cos d'Estat Major. En 1884 fou nomenat governador civil de la província de Castelló. En 1885 va ser governador civil de Saragossa i després de Barcelona durant uns dies. A les eleccions generals espanyoles de 1891 fou elegit diputat pel districte d'Archidona i en 1890 fou nomenat novament governador civil de Barcelona. En 1891 deixà el càrrec i es va establir a Barcelona.
Va morir a Archidona el 15 de gener de 1895.